# جيرهارد نويزر
جيرهارد نويزر (بالألمانية: Gerhard Neuser)‏ هو لاعب كرة قدم ألماني في مركز الوسط، ولد في 29 أكتوبر 1938 في Wilnsdorf ‏ في ألمانيا، وتوفي في 7 أغسطس 1993. لعب مع Sportfreunde Siegen ‏.